# Pays de Lafayette
Le Pays de Lafayette est un Pôle d'équilibre territorial et rural et anciennement un Pays, située dans le département de la Haute-Loire et la région Auvergne.

## Composition
| Communautés                                             | Superficie (km²) | Population (2009) | Nombres de Communes |
| ------------------------------------------------------- | ---------------- | ----------------- | ------------------- |
| Auzon Communauté                                        | 168              | 9 452             | 12                  |
| Communauté de communes du Brivadois                     | 262              | 15 274            | 16                  |
| Communauté de communes du Langeadois                    | 280              | 8 193             | 14                  |
| Communauté de communes du Pays de Blesle                | 124              | 1 831             | 9                   |
| Communauté de communes du Pays de Paulhaguet            | 214              | 4 206             | 19                  |
| Communauté de communes du Pays de Saugues               | 410              | 4 319             | 16                  |
| Communauté de communes du Plateau de La Chaise-Dieu     | 184              | 2 316             | 11                  |
| Communauté de communes Ribeyre, Chaliergue et Margeride | 245              | 2 658             | 16                  |
| Total                                                   | 1 850            | 48 249            | 113                 |

## Situation
Le pays se situe à l'ouest du département de la Haute-Loire. Il correspond à l'Arrondissement de Brioude. Il s'étend sur les marches ouest du Cézallier, la limagne de Brioude, la haute vallée de l'Allier et les marches sud-ouest des monts du Livradois.

## Description
- Date de reconnaissance :
- Surface : 1850 km²
- Population : 48 249 habitants
- Densité :  26 habitants/km2
- Villes principales : Brioude, Paulhaguet, La Chaise-Dieu, Langeac, Blesle, Auzon, Sauges, Pinols et Lavoûte-Chilhac